# با جساس (دوعن)
'

تعديل مصدري - تعديل

با جساس هي إحدى قرى عزلة صيف بمديرية دوعن التابعة لمحافظة حضرموت، بلغ تعداد سكانها 141 نسمة حسب تعداد اليمن لعام 2004.